# HK Lokomotiv Moscou
Le HK Lokomotiv Moscou (en russe Хоккейный клуб Локомотив Москва) est un club de hockey sur glace basé à Moscou en Union des républiques socialistes soviétiques, actuelle Russie.

## Historique
Le club a été fondé en 1947. Il représentait le conseil moscovite des travailleurs des chemins de fer. Durant la saison 1947-1948, il prend part pour la première fois au championnat d'URSS de deuxième division et termine quatrième dans la zone centrale. En 1949, il remporte la deuxième division et accède à l'élite. Durant la saison 1949-1950, il débute en première division sous la direction de Aleksandr Novokrechtchenov et prend la douzième place.
Anatoli Kostrioukov devient entraîneur de l'équipe en 1955-1956. Il s'occupe également des équipes de jeunes.
En 1960-1961, l'équipe termine troisième de l'élite, la meilleure place de son histoire. L'effectif des cheminots comprend des joueurs comme Nikolaï Snetkov, Viktor Tsyplakov et Viktor Iakouchev.
La saison 1971-1972 est la dernière de l'équipe à l'échelon supérieur. Le bilan de l'équipe est de 5 victoires en 32 matchs. En 1979-1980, le Palais des sports Sokolniki est fermé pour rénovation et l'équipe doit pendant trois ans jouer au Palais des sports Moskvitch.
À la fin de la saison 1982-1983, l'équipe est dissoute. La direction du club a informé le personnel qu'elle décidait de cesser ses activités en raison du fait qu'il y a de nombreux clubs de hockey sur glace à Moscou. Les dépenses des fonds publics étaient inutiles d'autant plus de que la popularité de l'équipe en deuxième division était faible.

## Palmarès
- Coupe Spengler : 1967.